# Бел Боинг V-22 Оспри
Bell Boeing V-22 Osprey (произнася се оспри, в превод – орел рибар) е американски военен самолет, конвертоплан, поддържащ както съкратено хоризонтално, така и вертикално излитане и кацане. Той е проектиран с цел да съчетае функционалността на обикновен хеликоптер с големия обхват на полета и високата скорост на турбовитлов самолет.

## Конструкция
Високопланът е снабден с два двигателя Rolls-Royce T406, разположени в краищата на крилото в мотогондоли, които могат да се завъртат почти на 98 градуса.
Витлата са с три трапецовидни лопатки и са свързани помежду си чрез синхронизиращ вал, който преминава вътре по дължината на крилото. Този вал също така осигурява възможност за кацане на самолета е един двигател.
За да създаде достатъчно тяга при вертикален полет, лопатките на витлата са проектирани с по-голяма площ и дължина. Това обаче ограничава максималната скорост на хоризонтален полет до 565 km/h, тъй като скоростта на витлата е ограничена до 1700 об./мин.
За да се намалят габаритите по време паркиране/съхранение, крилото се завърта, а витлата се сгъват.
За да се намали масата на конструкцията, около 70% (5700 kg) от апарата са произведени от композитни материали на основата на въгле- и стъклопласти с епоксидно свързващо вещество, което го прави с една четвърт по-лек от метален аналог.

## На въоръжение
САЩ
- Командване за специални операции на ВВС на САЩ – 49 CV-22B, към 2017 г.[4];
- Корпус на морската пехота на Съединените щати – 268 MV-22B и 12 MV-22B в Авиационния резерв на морската пехота, към 2017 г.[5]

 Япония
- Японски сили за самоотбрана – 5 MV-22B[6]

## Катастрофи и аварии
V-22 Osprey е претърпял 13 инцидента със загуба на самолета, с общо 46 смъртни случая. По време на тестовете от 1991 до 2000 г. има четири катастрофи, довели до 30 смъртни случая. Откакто започва експлоатацията му през 2007 г., V-22 е претърпял осем катастрофи, довели до 16 смъртни случая и няколко леки инцидента. Историята на произшествията със самолета пораждат полемика относно предполагаемите проблеми с безопасността му.
На 18 март 2022 г. самолет MV-22B Osprey на Корпуса на морската пехота на САЩ, участващ в ученията „Cold Response“, катастрофира във фюлке Норлан. Загиват четирима военнослужещи.